# John Mills (Meuterer)
John Mills († 20. September 1793 auf Pitcairn) war ein schottischer Seemann auf dem britischen Handelsschiff Bounty, der nach seiner Beteiligung an der auf ihr begangenen Meuterei zu einem der ersten Siedler auf der Insel Pitcairn und ein Stammvater ihrer Bewohner wurde.

## Leben

### Auf der Bounty

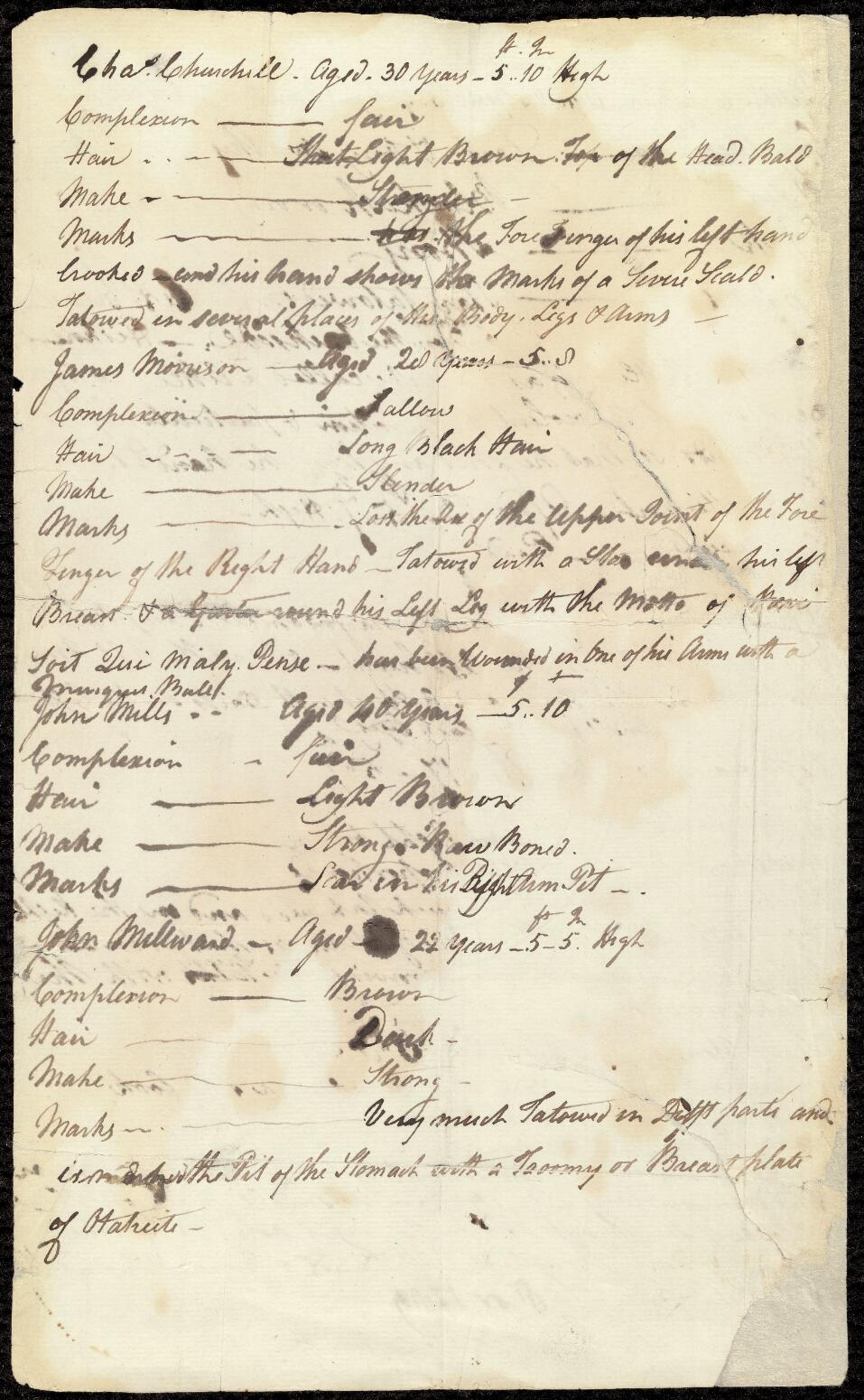
Eine Seite aus Blighs persönlichem Notizbuch mit seiner Beschreibung von Charles Churchill, James Morrison, John Mills und John Millward. National Library of Australia.

Mills schrieb sich am 7. September 1787 in Deptford im Unteroffiziersrang eines Kanoniersmaats (Gunner’s Mate) im Alter von 39 Jahren und aus Aberdeen stammend in die Musterungsrolle der Bounty unter Lt. William Bligh ein. Die Mission der Bounty, die Brotfrucht von Tahiti nach Jamaika zu transportieren, begann am 23. Dezember 1787.
Mit dem assistierenden Botanisten William Brown fiel Mills am 19. Oktober 1788 auf, als sie das Tanzen verweigerten, worauf Bligh ihre Rationierung an Grog einstellte, mit der Warnung einer weiteren Bestrafung bei einer zweiten Verweigerung. Um dem Bewegungsmangel an Bord zu begegnen hatte Bligh für jeden Morgen zwischen fünf und acht Uhr allgemeines Tanzen angeordnet.
Für den Rest der Fahrt und des mehrmonatigen Aufenthalts auf Tahiti ist Mills nicht weiter aufgefallen. In den Morgenstunden des 28. April 1788 gehörte er der vom Steuermannsmaat Fletcher Christian geführten dritten Deckwache an, die um vier Uhr ihren Dienst antrat. Zu seinem Handeln in der um kurz nach fünf Uhr beginnenden Meuterei liegen zwei abweichende Aussagen vor. Laut Blighs Logbucheintrag, der auch im Prozess verwendet wurde, gehörte Mills neben Christian, Charles Churchill und Thomas Burkett zu jenen, die ihn in seiner Kabine kurz vor Sonnenaufgang weckten und seine Hände hinter dem Rücken fesselten, um ihn anschließend an Deck zu führen. Der Aussage des Fähnrichs Thomas Hayward nach, der ebenfalls der dritten Wache angehörte, habe Mills seinen Posten zunächst nicht verlassen, als die von Christian geführte Gruppe in die Offizierskabinen achtern unter Deck ging. Auf die Frage, ob er etwas von einer Meuterei wisse, habe Mills negativ beantwortet. Auch der Fähnrich John Hallet, ebenfalls dritte Wache, will Mills zunächst nicht in der Gruppe von Christian gesehen haben. Erst nachdem eine von Fähnrich Edward Young geführte zweite Gruppe das Deck betreten habe und Churchill unter Deck nach einem Strick rief, sei Mills für Hayward überraschend von seinem Posten aufgestanden, um einen Strick in die Offizierskabinen zu bringen, worauf wenig später der gefesselte Bligh an Deck geführt wurde. Auch die der Meuterei angeklagten Charles Norman und Thomas Burkett wollen gesehen haben, wie Mills erst auf das Zurufen von Churchill den Strick in die Kabinen brachte. In seinem in Batavia am 13. Oktober 1789 an Joseph Banks adressierten Brief nannte Bligh den Namen Mills nicht mehr unter jenen, die in seine Kabine eingedrungen waren.
Spätestens nachdem Bligh an Deck gebracht wurde, führte Mills eine Muskete in der Hand und in nahezu allen Zeugenaussagen wurde er als bewaffneter Meuterer beschrieben, der auf dem Achterdeck nah bei Bligh stand. Beim Beladen der Barkasse soll er einige Kleidungsgegenstände in sie hineingeworfen haben. In der von Bligh erstellten Auflistung der Meuterer wird er folgend beschrieben: John Mills, Kanoniersmaat, 40 Jahre alt, etwa 5 Fuß und 10 Zoll hoch, heller Teint, hellbraune Haare, kräftig und knochig gebaut. Eine Narbe in der rechten Armbeuge, die von einem Abszess stammte.
Nach dem gescheiterten Siedlungsversuch der Meuterer auf Tubuai ist Mills am Tag der Rückkehr nach Tahiti am 22. September 1789 als einer von neun Meuterern auf der Bounty verblieben, die am Abend desselben Tages die sechzehn anderen Seeleute zurücklassend wieder in See ging. Nach einer viermonatigen Fahrt erreichte das Schiff im späten Januar 1790 die Insel Pitcairn, wo die neun Meuterer mit ihren tahitianischen Begleitern von Bord gingen.

### Auf Pitcairn
Nach Pitcairn wurde Mills von seiner tahitianischen Gefährtin Vahineatua begleitet, mit der er zwei Kinder hatte. Am Tag der Erhebung der vier verbliebenen tahitianischen Männer, dem 20. September 1793, half er Christian mit William McCoy bei der Gartenarbeit. Weil sie den Schuss, der John Williams tötete, als erfolgreiches Erlegen eines verwilderten Schweines missdeuteten, ließen sich Mills und McCoy von den Angreifern von Christian weglocken, vorgeblich um das erlegte Schwein zu bergen. So bemerkten sie auch nicht die Ermordung von Christian. Nachdem McCoy die Gefahr erkannte und in die Berge floh, blieb Mills allein zurück, da er die Gefahr nicht ernst nahm und sich in Freundschaft mit den Tahitianern wähnte. Er wurde von zwei von ihnen überwältigt und erschlagen. Seine sterblichen Überreste wurden erst am 16. April 1794 zusammen mit denen der anderen fünf getöteten Kameraden bestattet.
Über seine Tochter ist Mills einer der Stammväter der Bewohner von Pitcairn und Norfolk Island geworden. Sein Familienname ist allerdings nicht mehr präsent, da sein einziger Sohn kinderlos nach einem Sturz von einem Felsen gestorben ist.
Die Kinder von John Mills waren:
1. Elizabeth Mills (* ~1791–92 auf Pitcairn, † 6. November 1883 auf Pitcairn); 1. ⚭ mit Matthew Quintal jr. (* 20. Juni 1791 auf Pitcairn, † 1814 auf Pitcairn); 2. ⚭ mit William Young (* ~1794–99 auf Pitcairn, † 6. Februar 1839 auf Pitcairn).
2. John Mills jr. (* ~1794–99 auf Pitcairn, † 1814 auf Pitcairn).

## Fiktionale Darstellung
- Meuterei auf der Bounty (1962), dargestellt von Richard Harris
- Die Bounty (1984), dargestellt von Richard Graham

## Überlieferungen

### Erzählungen
- Teehuteatuaenoa („Jenny’s Account I“) nach einem anonymen Autor – Sydney Gazette and New South Wales Advertiser, 17. Juli 1819.
- Teehuteatuaenoa („Jenny’s Account II“) nach Henry Nott – Bengal Hurkaru, 2. Oktober 1826 & United Service Journal and Naval and Military Magazine (1829), Part II, S. 589–593.

### Erlebnisberichte
- Beechey, Frederick W., Narrative of a Voyage to the Pacific and Beering’s Strait. London 1831.
- Bligh, William, A voyage to the South sea, undertaken by command of His Majesty, for the purpose of conveying the bread-fruit tree to the West Indies, in His Majesty’s ship the Bounty, commanded by Lieutenant William Bligh. London 1792.
- Buffett, John, A Narrative of 20 years’ Residence on Pitcairn’s Island. In: The Friend, Vol. IV (1846), S. 2–3, 20–21, 27–28, 34–35, 50–51, 66–68.
- Morrison, James, Mutiny and Aftermath: James Morrison’s Account of the Mutiny on the Bounty and the Island of Tahiti. Hrsg. von Vanessa Smith, Nicholas Thomas. University of Hawaiʻi Press 2013.